# 에사시선
에사시선(일본어: 江差線, えさしせん)은 일본 홋카이도 하코다테시에 있는 고료카쿠역과 가미이소 군 기코나이정에 있는 기코나이역을 잇는 홋카이도 여객철도(JR 홋카이도)의 철도 노선이었다. 2014년 5월 12일 기코나이~에사시 구간이 폐지되었다. 나머지 구간은 2016년 3월 26일 홋카이도 신칸센 개통 따른 병행재래선 경영분리 정책에 따라 제3섹터인 도난 이사리비 철도에게 이관되어서 노선의 명칭이 도난 이사리비 철도선으로 변경되었다.
전 구간이 홋카이도와 혼슈를 잇는 쓰가루 해협선에 포함되었으나, 2016년 3월 26일 홋카이도 신칸센 개통에 따라, 가이쿄 선 구간에서 재래선 여객열차 운행이 사실상 중단됨에 따라, 쓰가루 해협선의 명칭은 폐지되었다.

## 역 목록
| 역 이름         | 일본어 이름  | 거리 | 접속 노선              | 소재지   | 소재지                                                 |
| --------------- | ------------ | ---- | ---------------------- | -------- | ------------------------------------------------------ |
| 고료카쿠        | 五稜郭       | 0.0  | 하코다테 본선          | 홋카이도 | 하코다테시                                             |
| 나나에하마      | 七重浜       | 2.7  |                        | 홋카이도 | 호쿠토시                                               |
| 히가시쿠네베쓰  | 東久根別     | 5.3  |                        | 홋카이도 | 호쿠토시                                               |
| 구네베쓰        | 久根別       | 6.5  |                        | 홋카이도 | 호쿠토시                                               |
| 기요카와구치    | 清川口       | 7.6  |                        | 홋카이도 | 호쿠토시                                               |
| 가미이소        | 上磯         | 8.8  |                        | 홋카이도 | 호쿠토시                                               |
| 야후라이 신호장 | 矢不来信号場 | 14.3 |                        | 홋카이도 | 호쿠토시                                               |
| 모헤지          | 茂辺地       | 17.6 |                        | 홋카이도 | 호쿠토시                                               |
| 오시마토베쓰    | 渡島当別     | 22.6 |                        | 홋카이도 | 호쿠토시                                               |
| 가마야          | 釜谷         | 27.5 | 가미이소 군 기코나이정 | 홋카이도 |                                                        |
| 이즈미사와      | 泉沢         | 30.6 | 가미이소 군 기코나이정 | 홋카이도 |                                                        |
| 사쓰카리        | 札苅         | 34.0 | 가미이소 군 기코나이정 | 홋카이도 |                                                        |
| 기코나이        | 木古内       | 37.8 | 가미이소 군 기코나이정 | 홋카이도 | 홋카이도 신칸센 가이쿄 선 (특별급행열차가 직결 운행함) |

### 폐선 구간 (2014년5월 12일폐선)

2014년 폐선 이전의 에사시선 노선도

| 역 이름        | 일본어 이름 | 거리 | 접속 노선 | 소재지   | 소재지                 | 소재지                 |
| -------------- | ----------- | ---- | --------- | -------- | ---------------------- | ---------------------- |
| 기코나이       | 木古内      | 37.8 | 가이쿄 선 | 홋카이도 | 가미이소 군 기코나이정 | 가미이소 군 기코나이정 |
| 오시마쓰루오카 | 渡島鶴岡    | 40.1 |           | 홋카이도 | 가미이소 군 기코나이정 | 가미이소 군 기코나이정 |
| 요시보리       | 吉堀        | 43.2 |           | 홋카이도 | 가미이소 군 기코나이정 | 가미이소 군 기코나이정 |
| 신메이         | 神明        | 56.4 | 히야마 군 | 홋카이도 | 가미노쿠니정           |                        |
| 유노타이       | 湯ノ岱      | 59.2 | 히야마 군 | 홋카이도 | 가미노쿠니정           |                        |
| 미야코시       | 宮越        | 66.3 | 히야마 군 | 홋카이도 | 가미노쿠니정           |                        |
| 가쓰라오카     | 桂岡        | 68.5 | 히야마 군 | 홋카이도 | 가미노쿠니정           |                        |
| 나카스다       | 中須田      | 70.6 | 히야마 군 | 홋카이도 | 가미노쿠니정           |                        |
| 가미노쿠니     | 上ノ国      | 73.8 | 히야마 군 | 홋카이도 | 가미노쿠니정           |                        |
| 에사시         | 江差        | 79.9 | 히야마 군 | 홋카이도 | 에사시 정              |                        |